# Copa del Rey 1927
Die Copa del Rey 1927 war die 25. Austragung des spanischen Fußballpokals.
Der Wettbewerb startete am 27. Februar und endete mit dem Finale am 15. Mai 1927 im Estadio de Torrero in Saragossa. Titelverteidiger des Pokalwettbewerbes war der FC Barcelona. Den Titel gewann Real Unión durch einen 1:0-Erfolg nach Verlängerung im Finale gegen Arenas Club.

## Teilnehmer
| Regionalbewerb         | Verein                                      |
| ---------------------- | ------------------------------------------- |
| Aragonien              | Iberia SD, Real Saragossa                   |
| Asturien               | Sporting Gijón, Club Fortuna                |
| Bizkaia                | Arenas Club, Athletic Bilbao                |
| Extremadura            | CD Extremeño, Patria FC                     |
| Galicien               | Deportivo La Coruña, Celta Vigo             |
| Gipuzkoa               | Real Sociedad, Real Unión                   |
| Kantabrien             | Racing Santander, Gimnástica de Torrelavega |
| Kastilien und León     | Unión Deportiva, CD Español                 |
| Campionat de Catalunya | FC Barcelona, CD Europa                     |
| Murcia                 | Real Murcia, FC Cartagena                   |
| Campeonato Centro      | Real Madrid, Athletic Madrid                |
| Region Süden           | FC Sevilla, Betis Sevilla                   |
| Valencia               | FC Valencia, CD Castellón                   |

## Achtelfinale
Das Achtelfinale fand in acht Gruppen mit Hin- und Rückspielen statt. Die jeweiligen Gruppensieger qualifizierten sich für das Viertelfinale. Die Gruppenspiele wurden zwischen dem 27. Februar und 3. April ausgetragen. Bei gleicher Punktanzahl entschied nicht das Torverhältnis, sondern ein Entscheidungsspiel über den Einzug ins Viertelfinale.

### Gruppe 1
|              | Ergebnis |              |
| ------------ | -------- | ------------ |
| CD Extremeño | 02:11    | FC Sevilla   |
| Real Madrid  | 9:4      | CD Extremeño |
| FC Sevilla   | 2:1      | Real Madrid  |
| FC Sevilla   | 6:0      | CD Extremeño |
| CD Extremeño | 1:7      | Real Madrid  |
| Real Madrid  | 3:2      | FC Sevilla   |

| Pl. | Verein       | Sp. | S | U | N | Tore    | Quote | Punkte |
| --- | ------------ | --- | - | - | - | ------- | ----- | ------ |
| 1.  | Real Madrid  | 4   | 3 | 0 | 1 | 021:600 | 3,50  | 06:20  |
| 2.  | FC Sevilla   | 4   | 3 | 0 | 1 | 020:900 | 2,22  | 06:20  |
| 3.  | CD Extremeño | 4   | 0 | 0 | 4 | 007:330 | 0,21  | 0:80   |

#### Entscheidungsspiele
Das Spiel wurde am 10. April in Badajoz ausgetragen.
|             | Ergebnis |            |
| ----------- | -------- | ---------- |
| Real Madrid | 3:1      | FC Sevilla |

### Gruppe 2
|              | Ergebnis |              |
| ------------ | -------- | ------------ |
| CD Castellón | 1:0      | FC Cartagena |
| FC Cartagena | 1:0      | CD Europa    |
| CD Europa    | 4:1      | CD Castellón |
| FC Cartagena | 1:0      | CD Castellón |
| CD Europa    | 3:0      | FC Cartagena |
| CD Castellón | 2:1      | CD Europa    |

| Pl. | Verein       | Sp. | S | U | N | Tore    | Quote | Punkte |
| --- | ------------ | --- | - | - | - | ------- | ----- | ------ |
| 1.  | CD Europa    | 4   | 2 | 0 | 2 | 008:400 | 2,00  | 04:40  |
| 2.  | CD Castellón | 4   | 2 | 0 | 2 | 004:600 | 0,67  | 04:40  |
| 2.  | FC Cartagena | 4   | 2 | 0 | 2 | 002:400 | 0,50  | 04:40  |

#### Entscheidungsspiele
Die Spiele wurden am 7., 10. und 12. April in Madrid ausgetragen.
|              | Ergebnis |              |
| ------------ | -------- | ------------ |
| CD Europa    | 3:1      | FC Cartagena |
| CD Europa    | 2:0      | CD Castellón |
| CD Castellón | 3:1      | FC Cartagena |

### Gruppe 3
|                     | Ergebnis |                     |
| ------------------- | -------- | ------------------- |
| Sporting Gijón      | 4:1      | Deportivo La Coruña |
| Unión Deportiva     | 4:4      | Racing Santander    |
| Racing Santander    | 2:4      | Sporting Gijón      |
| Deportivo La Coruña | 8:0      | Unión Deportiva     |
| Deportivo La Coruña | 4:1      | Racing Santander    |
| Unión Deportiva     | 1:3      | Sporting Gijón      |
| Racing Santander    | 1:1      | Deportivo La Coruña |
| Sporting Gijón      | 9:0      | Unión Deportiva     |
| Deportivo La Coruña | 1:1      | Sporting Gijón      |
| Racing Santander    | 6:2      | Unión Deportiva     |
| Sporting Gijón      | 4:2      | Racing Santander    |
| Unión Deportiva     | 2:3      | Deportivo La Coruña |

| Pl. | Verein              | Sp. | S | U | N | Tore    | Quote | Punkte |
| --- | ------------------- | --- | - | - | - | ------- | ----- | ------ |
| 1.  | Sporting Gijón      | 6   | 5 | 1 | 0 | 025:700 | 3,57  | 11:10  |
| 2.  | Deportivo La Coruña | 6   | 3 | 2 | 1 | 018:900 | 2,00  | 08:40  |
| 3.  | Racing Santander    | 6   | 1 | 2 | 3 | 016:190 | 0,84  | 04:80  |
| 4.  | Unión Deportiva     | 6   | 0 | 1 | 5 | 009:330 | 0,27  | 01:11  |

### Gruppe 4
|                 | Ergebnis |                 |
| --------------- | -------- | --------------- |
| Athletic Bilbao | 1:0      | Real Saragossa  |
| Real Saragossa  | 1:2      | Real Unión      |
| Real Unión      | 1:0      | Athletic Bilbao |
| Real Saragossa  | 0:1      | Athletic Bilbao |
| Real Unión      | 6:1      | Real Saragossa  |
| Athletic Bilbao | 5:0      | Real Unión      |

| Pl. | Verein          | Sp. | S | U | N | Tore    | Quote | Punkte |
| --- | --------------- | --- | - | - | - | ------- | ----- | ------ |
| 1.  | Real Unión      | 4   | 3 | 0 | 1 | 007:100 | 7,00  | 06:20  |
| 2.  | Athletic Bilbao | 4   | 3 | 0 | 1 | 009:700 | 1,29  | 06:20  |
| 3.  | Real Saragossa  | 4   | 0 | 0 | 4 | 002:100 | 0,20  | 0:80   |

#### Entscheidungsspiele
Das Spiel wurde am 10. April in Saragossa ausgetragen.
|            | Ergebnis |                 |
| ---------- | -------- | --------------- |
| Real Unión | 2:1      | Athletic Bilbao |

### Gruppe 5
|              | Ergebnis |              |
| ------------ | -------- | ------------ |
| Real Murcia  | 2:1      | FC Valencia  |
| FC Barcelona | 5:0      | Real Murcia  |
| FC Valencia  | 2:0      | FC Barcelona |
| FC Valencia  | 7:1      | Real Murcia  |
| Real Murcia  | 1:2      | FC Barcelona |
| FC Barcelona | 3:0      | FC Valencia  |

| Pl. | Verein       | Sp. | S | U | N | Tore    | Quote | Punkte |
| --- | ------------ | --- | - | - | - | ------- | ----- | ------ |
| 1.  | FC Barcelona | 4   | 3 | 0 | 1 | 010:300 | 3,33  | 06:20  |
| 2.  | FC Valencia  | 4   | 2 | 0 | 2 | 010:600 | 1,67  | 04:40  |
| 3.  | Real Murcia  | 4   | 1 | 0 | 3 | 004:150 | 0,27  | 02:60  |

### Gruppe 6
|                 | Ergebnis |                 |
| --------------- | -------- | --------------- |
| Betis Sevilla   | 6:0      | Patria FC       |
| Patria FC       | 4:6      | Athletic Madrid |
| Athletic Madrid | 1:1      | Betis Sevilla   |
| Patria FC       | 0:5      | Betis Sevilla   |
| Athletic Madrid | 3:1      | Patria FC       |
| Betis Sevilla   | 2:1      | Athletic Madrid |

| Pl. | Verein          | Sp. | S | U | N | Tore    | Quote | Punkte |
| --- | --------------- | --- | - | - | - | ------- | ----- | ------ |
| 1.  | Betis Sevilla   | 4   | 3 | 1 | 0 | 007:100 | 7,00  | 07:10  |
| 2.  | Athletic Madrid | 4   | 3 | 0 | 1 | 009:700 | 1,29  | 06:20  |
| 3.  | Patria FC       | 4   | 0 | 0 | 4 | 002:100 | 0,20  | 0:80   |

### Gruppe 7
|               | Ergebnis |               |
| ------------- | -------- | ------------- |
| Iberia SD     | 0:1      | Arenas Club   |
| Real Sociedad | 5:0      | Iberia SD     |
| Arenas Club   | 4:2      | Real Sociedad |
| Arenas Club   | 6:0      | Iberia SD     |
| Iberia SD     | 2:4      | Real Sociedad |
| Real Sociedad | 4:1      | Arenas Club   |

| Pl. | Verein        | Sp. | S | U | N | Tore    | Quote | Punkte |
| --- | ------------- | --- | - | - | - | ------- | ----- | ------ |
| 1.  | Arenas Club   | 4   | 3 | 0 | 1 | 012:600 | 2,00  | 06:20  |
| 2.  | Real Sociedad | 4   | 3 | 0 | 1 | 015:700 | 2,14  | 06:20  |
| 3.  | Iberia SD     | 4   | 0 | 0 | 4 | 002:160 | 0,13  | 0:80   |

#### Entscheidungsspiele
Das Spiel wurde am 10. April in Madrid ausgetragen.
|             | Ergebnis |               |
| ----------- | -------- | ------------- |
| Arenas Club | 2:1      | Real Sociedad |

### Gruppe 8
|                           | Ergebnis |                           |
| ------------------------- | -------- | ------------------------- |
| Gimnástica de Torrelavega | 4:0      | CD Español                |
| Celta Vigo                | 8:2      | Club Fortuna              |
| Club Fortuna              | 2:1      | Gimnástica de Torrelavega |
| CD Español                | 0:3      | Celta Vigo                |
| Gimnástica de Torrelavega | 1:6      | Celta Vigo                |
| Club Fortuna              | 4:3      | CD Español                |
| Celta Vigo                | 5:2      | Gimnástica de Torrelavega |
| CD Español                | 2:1      | Club Fortuna              |
| CD Español                | 1:1      | Gimnástica de Torrelavega |
| Club Fortuna              | 3:4      | Celta Vigo                |
| Gimnástica de Torrelavega | 4:2      | Club Fortuna              |
| Celta Vigo                | 8:0      | CD Español                |

| Pl. | Verein                    | Sp. | S | U | N | Tore    | Quote | Punkte |
| --- | ------------------------- | --- | - | - | - | ------- | ----- | ------ |
| 1.  | Celta Vigo                | 6   | 6 | 0 | 0 | 034:800 | 4,25  | 12:0   |
| 2.  | Gimnástica de Torrelavega | 6   | 2 | 1 | 3 | 013:160 | 0,81  | 05:70  |
| 3.  | Club Fortuna              | 6   | 2 | 0 | 4 | 014:220 | 0,64  | 04:80  |
| 4.  | CD Español                | 6   | 1 | 1 | 4 | 006:210 | 0,29  | 03:90  |

## Viertelfinale
Die Hinspiele wurden am 17. April, die Rückspiele am 24. April 1927 ausgetragen.
|                |  |               | Hinspiel | Rückspiel |
| -------------- |  | ------------- | -------- | --------- |
| Sporting Gijón |  | Real Unión    | 3:2      | 1:4       |
| Real Madrid    |  | CD Europa     | 2:0      | 1:4       |
| Arenas Club    |  | Celta Vigo    | 3:1      | 1:3       |
| FC Barcelona   |  | Betis Sevilla | 4:1      | 0:1       |

### Entscheidungsspiele
Die Spiele wurden am 1. Mai in Santander, Saragossa und Madrid ausgetragen.
|                | Ergebnis |               |
| -------------- | -------- | ------------- |
| Sporting Gijón | 1:3      | Real Unión    |
| Real Madrid    | 8:1      | CD Europa     |
| Arenas Club    | 3:2      | Celta Vigo    |
| FC Barcelona   | 1:0      | Betis Sevilla |

## Halbfinale
Im Halbfinale wurde jeweils nur eine Begegnung auf neutralem Boden ausgetragen. Die Spiele fanden am 8. Mai 1927 in Saragossa statt.
|             | Ergebnis |              |
| ----------- | -------- | ------------ |
| Real Unión  | 2:0      | Real Madrid  |
| Arenas Club | 4:3      | FC Barcelona |

## Finale
| Real Unión                                     | Real Unión | Arenas Club | Arenas Club |
| ---------------------------------------------- | --- | --- | ----------- |
| Real Unión                                     | \| 15. Mai 1927 in Saragossa (Estadio de Torrero) \| \| Ergebnis: 1:0 n. V. \| \| Zuschauer: 16.000 \| \| Schiedsrichter: Pedro Escartín \|                                                           | \| 15. Mai 1927 in Saragossa (Estadio de Torrero) \| \| Ergebnis: 1:0 n. V. \| \| Zuschauer: 16.000 \| \| Schiedsrichter: Pedro Escartín \|                                                                      | Arenas Club |
| Real Unión                                     | Antonio Emery – Manuel Alza, Ignacio Berges – Pedro Regueiro, Francisco Gamborena , Alberto Villaverde – Manuel Sagarzazu, Luis Regueiro, René Petit, José Echeveste, Emilio Garmendia Cheftrainer: – | José María Jáuregui – Ricardo Llantada, Críspulo Sesúmaga – Antonio Laña , José Urresti, Fidel Sesúmaga – Justo de Anduiza, Javier Rivero, José María Yermo, Manuel Gurruchaga, Robustiano Bilbao Cheftrainer: – | Arenas Club |
| Real Unión                                     | 1:0 José Echeveste (117.) | | Arenas Club |
| Real Unión                                     | Petit verschießt Elfmeter (~90.) | | Arenas Club |
| 15. Mai 1927 in Saragossa (Estadio de Torrero) | | |             |
| Ergebnis: 1:0 n. V.                            | | |             |
| Zuschauer: 16.000                              | | |             |
| Schiedsrichter: Pedro Escartín                 | | |             |